# Anaglymma consobrina
Anaglymma consobrina är en skalbaggsart som beskrevs av Lewis 1897. Anaglymma consobrina ingår i släktet Anaglymma och familjen stumpbaggar. Inga underarter finns listade i Catalogue of Life.